# آندهری
آندهری (به انگلیسی: Andheri) یک منطقهٔ مسکونی در هند است که در Mumbai Suburban district واقع شده‌است.